# نئوامپرسیونیسم

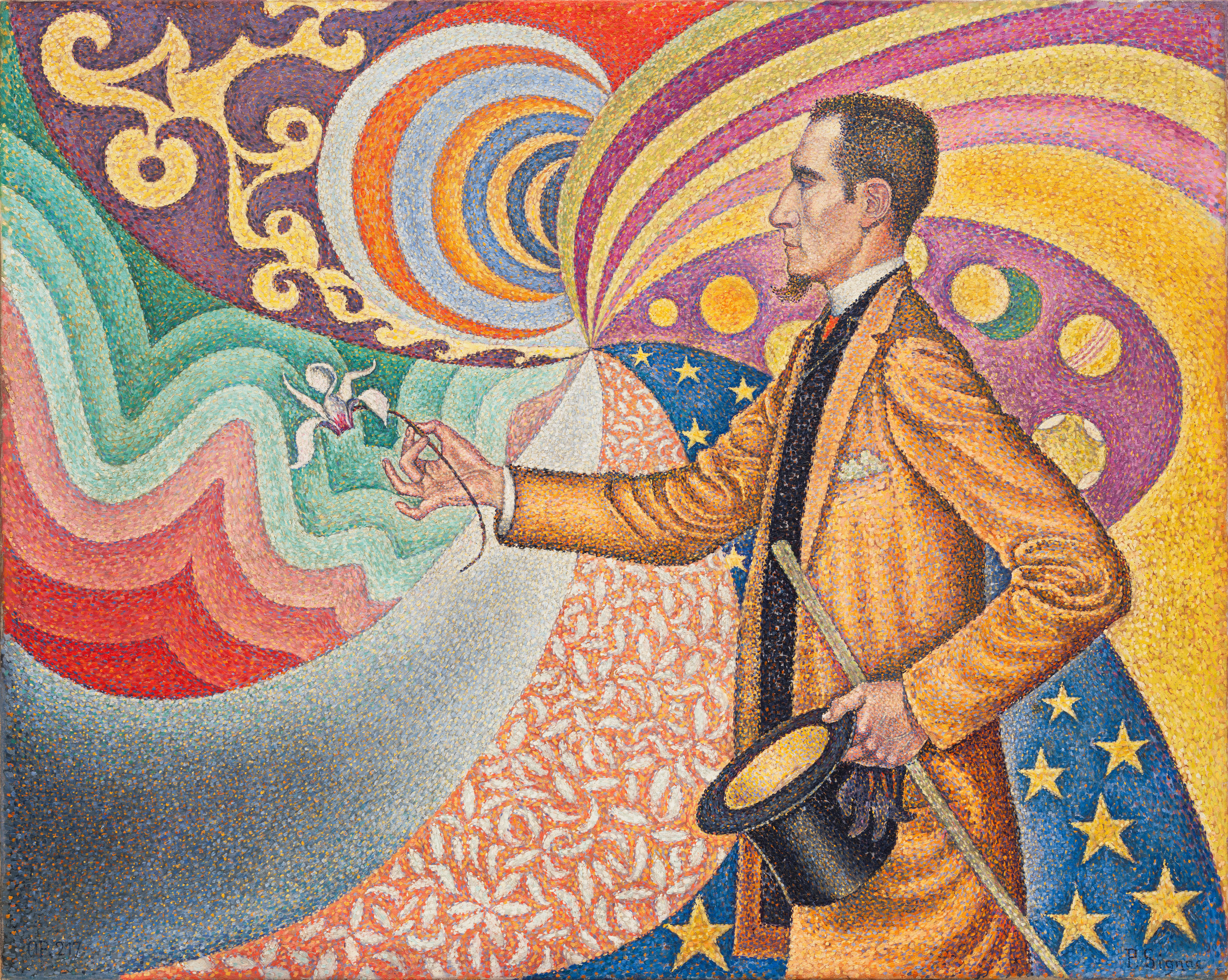
چهرهٔ فلیکس فنیون، اثر پل سینیاک، سال ۱۸۹۰

نودریافتگری یا نئوامپرسیونیسم (به فرانسوی: Néo-impressionnisme) جنبشی در نقاشی فرانسوی بود که هم ادامه‌دهندهٔ دریافتگری (امپرسیونیسم) بود و هم واکنشی در برابر آن. اصطلاح نئوامپرسیونیسم را فلکس فنئون منتقد فرانسوی در سال ۱۸۸۷ برای این جنبش وضع کرد.
این جنبش که یکی از جنبش‌های پسادریافتگری است مانند دریافتگری دل‌مشغول بازنمایی رنگ و نور بود، ولی برخلاف دریافتگری می‌کوشید که آن را بر مبانی علمی استوار کند. اساس نظریهٔ نودریافتگری، تفکیک‌گری و روش مرتبط با آن نقطه‌چینی بود. یعنی نقطه‌های مجزا با رنگ‌های خالص به گونه‌ای در نقاشی به کار برده می‌شوند که در صورت دیده شدن از فاصلهٔ مناسب، حداکثر شفافیت و درخشش را به دست دهند. در چنین نقاشی‌هایی نقطه‌ها هم‌اندازه‌اند و به گونه‌ای انتخاب می‌شوند که با مقیاس تابلو هماهنگی داشته باشند.

## هنرمندان

بعد از ظهر یک‌شنبه در جزیره گراند ژات (۱۸۸۴ - ۱۸۸۶ میلادی) اثر نقاش فرانسوی ژرژ سورا (۱۸۵۹ - ۱۸۹۱ میلادی)

ژرژ سورا برجسته‌ترین هنرمند این جنبش بود. پل سینیاک که نظریه‌پرداز اصلی آن بود و برای مدتی کامی پیسارو، دیگر همبستگان مهم این جنبش بودند. هر سه هنرمند، تابلوهای نودریافتگری خود را در واپسین نمایشگاه دریافتگری در سال ۱۸۸۶ به نمایش گذاشتند.

## تأثیرات
نودریافتگری عمر چندانی نداشت، ولی برشماری از نقاشان اواخر قرن نوزدهم و اوایل قرن بیستم همچون پل گوگن، ونسان ونگوگ، هانری ماتیس و تولوز لوترک تأثیر بسزایی بر جای گذاشت.

## نگارخانه

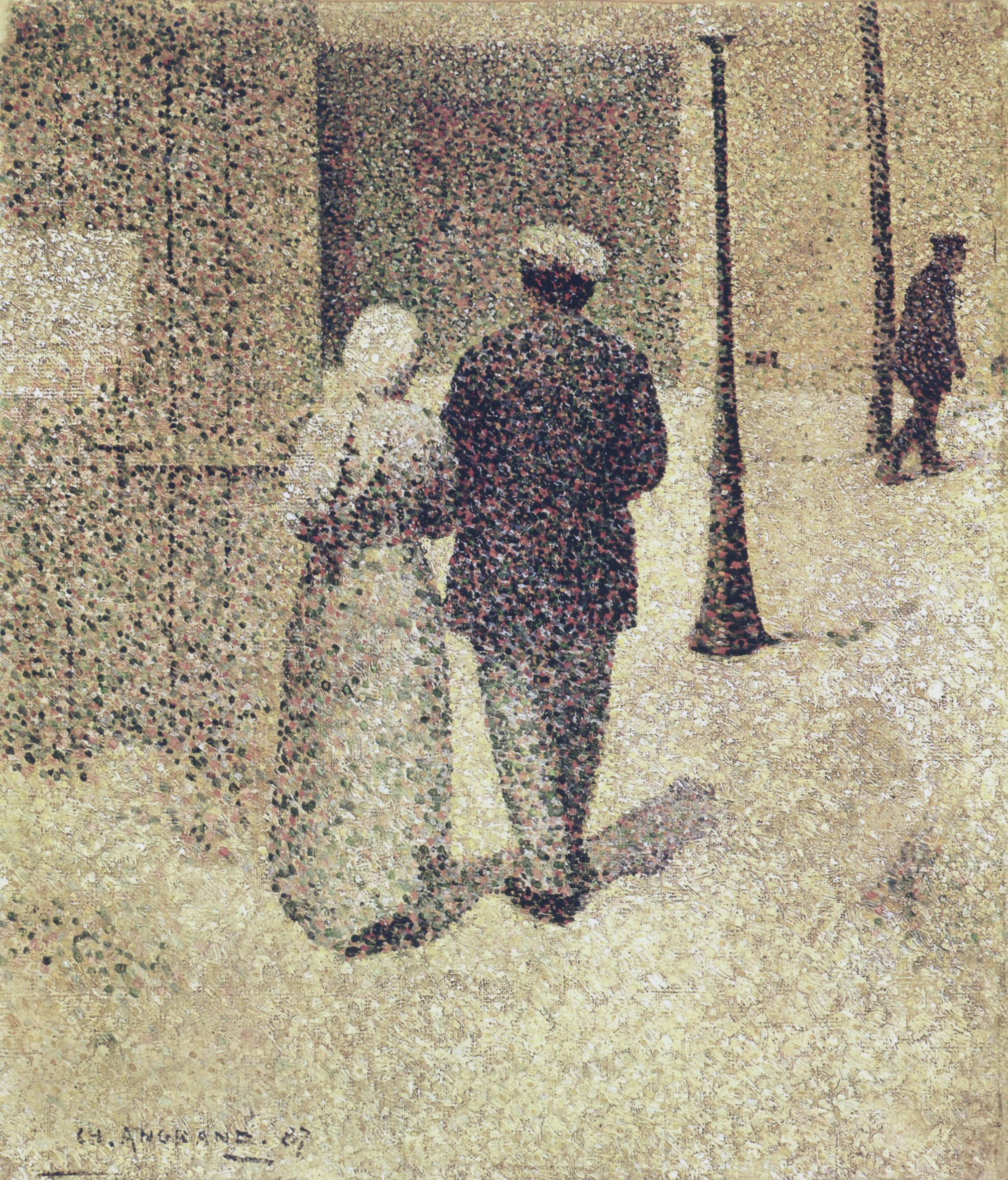
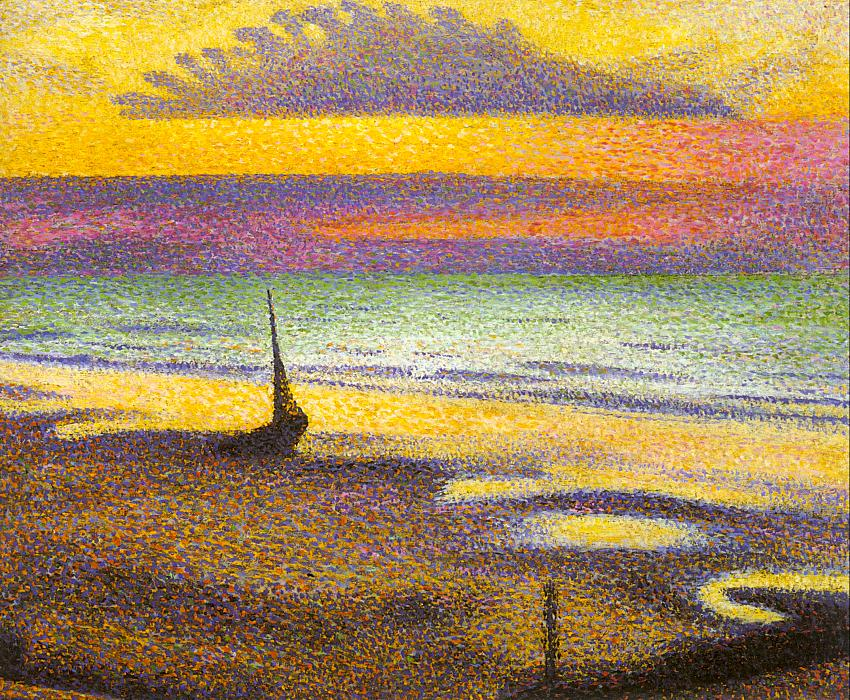
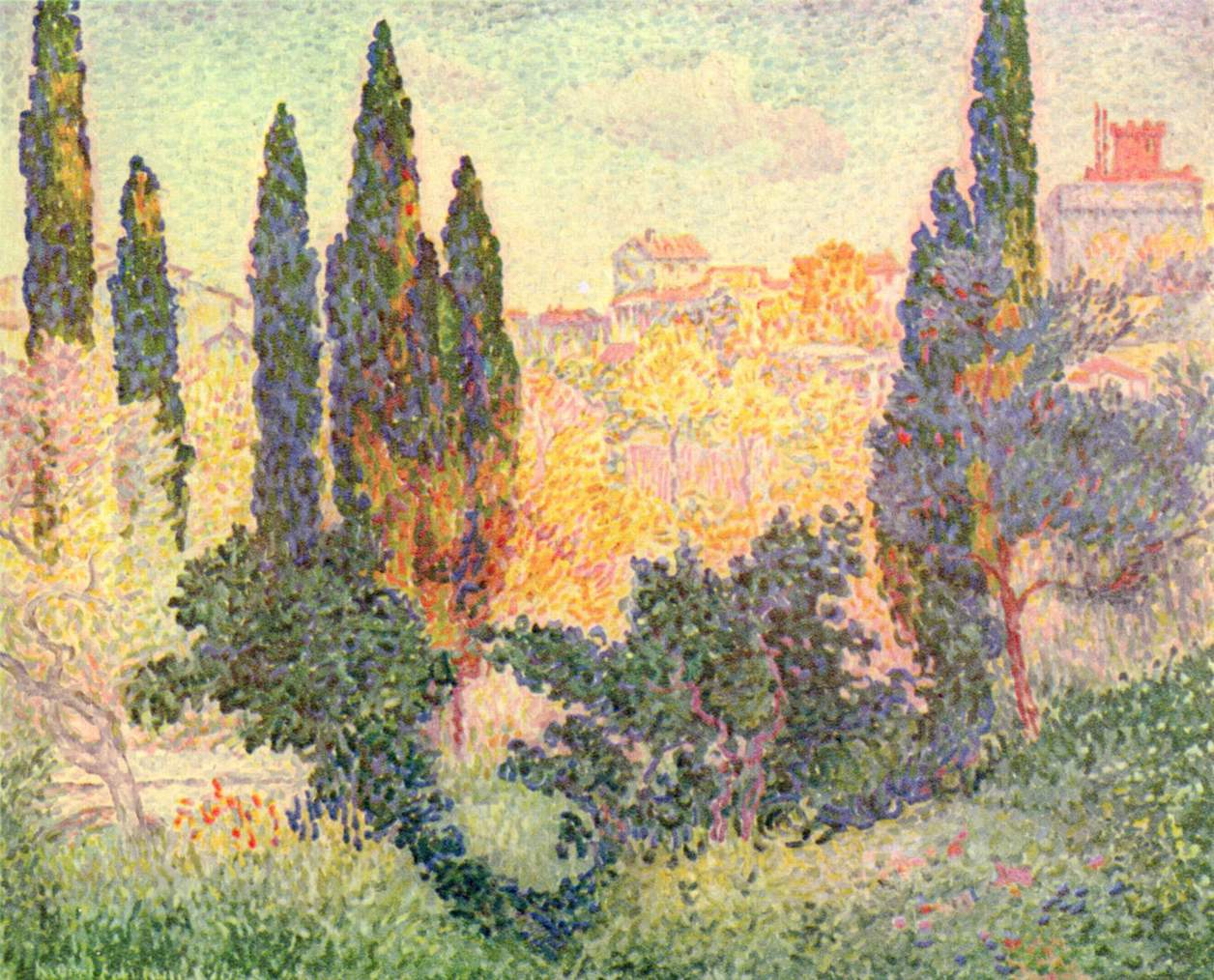
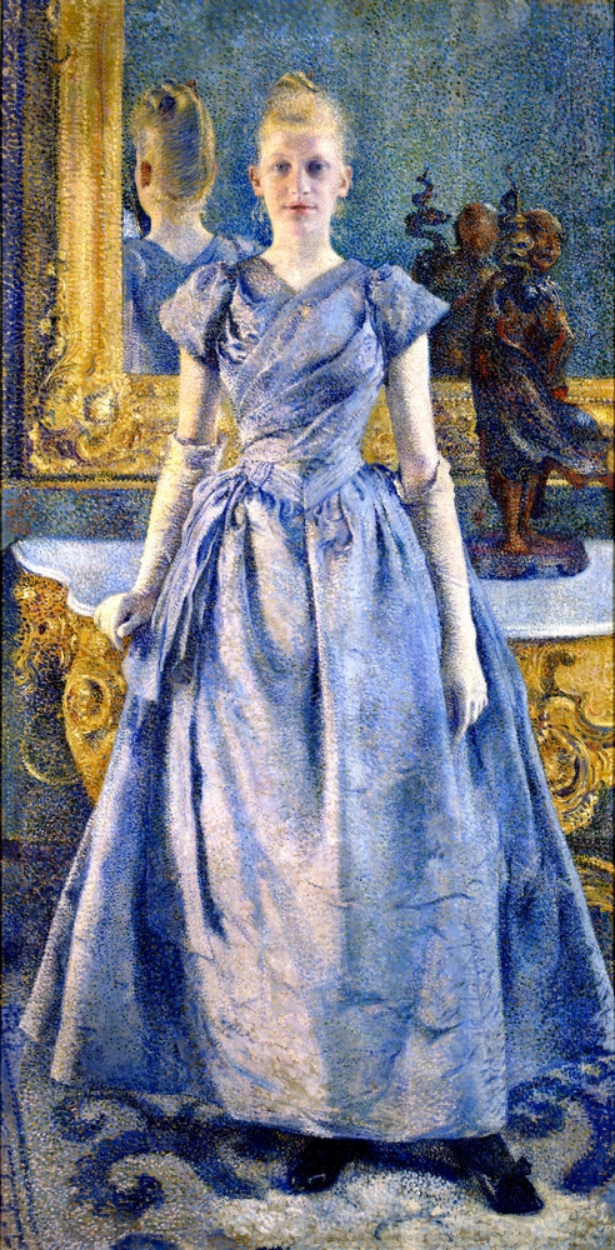
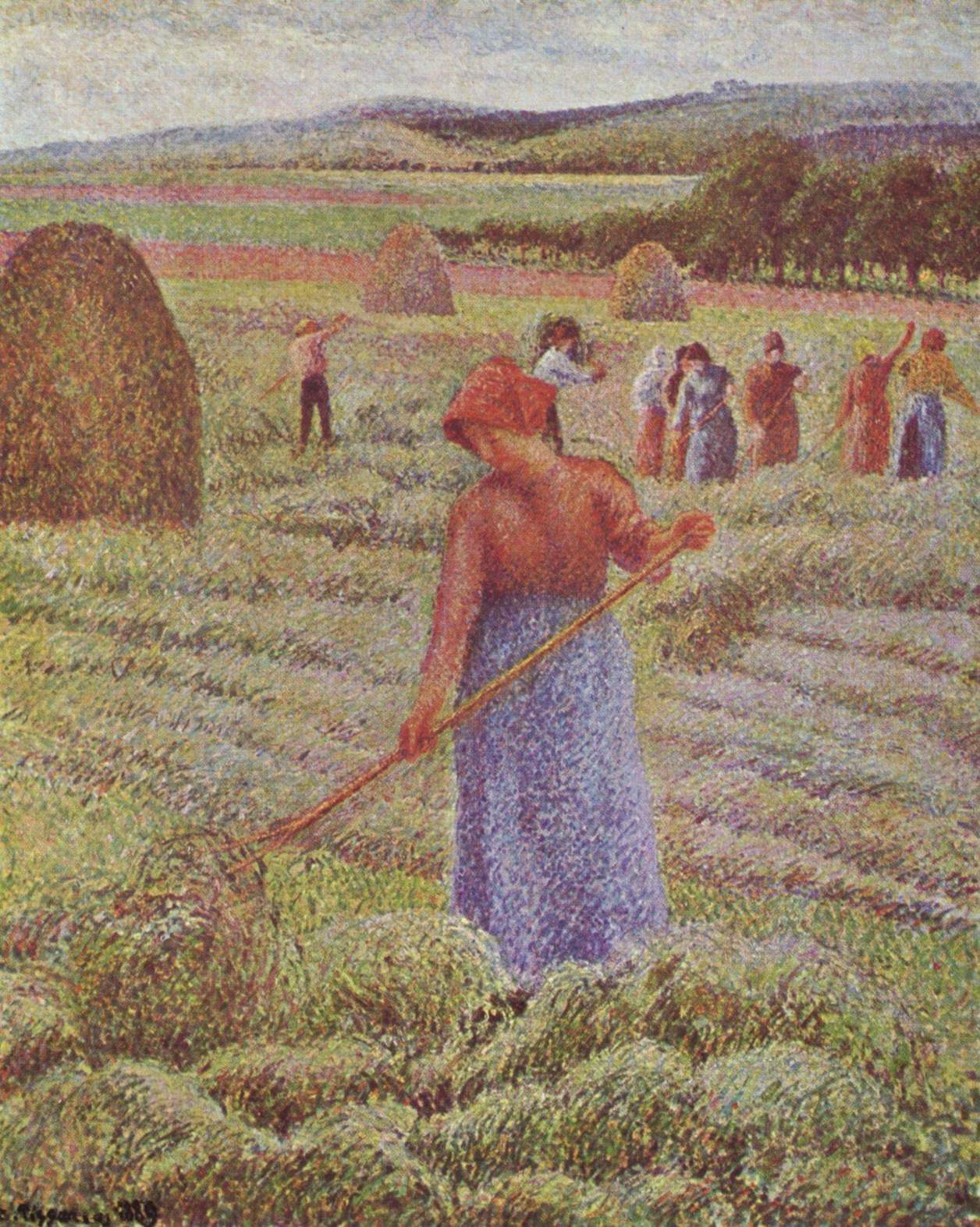